# چقاگل
چقاگل، روستایی از توابع بخش مرکزی شهرستان شاه آباد غرب در استان کرمانشاه ایران است.

## جمعیت
این روستا در دهستان حومه جنوبی قرار دارد و براساس سرشماری مرکز آمار ایران در سال ۱۳۸۵، جمعیت آن ۴۹۴ نفر (۱۱۷خانوار) بوده‌است.
خانواده های این روستا:کریمی،شهبازی،فرهادی،گودرزی،محمدخانی، نجفی،اسدی،کیانی،آرمند،اسماعیلی‌،نامداری،رزده و ...هستند